# Єва Ватсон-Шютце

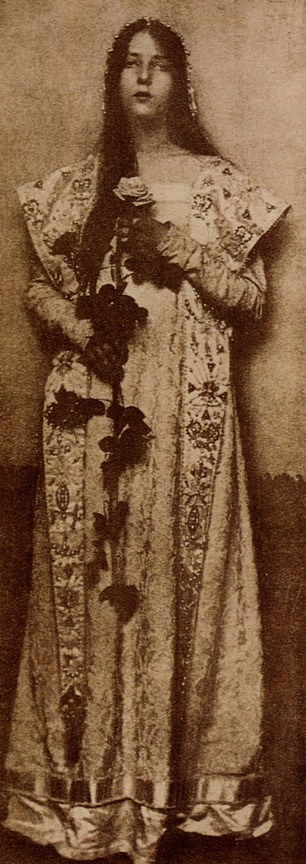
Фотогрвюра «Троянда» Єви Ватсон-Шютце, «Camera Work», № 9, 1905

Єва Лоуренс Ватсон, у шлюбі Ватсон-Шютце (1867—1935) — американська фотографка та художниця, піонерка фотографії, власниця фотостудії, очільниця музею «Відродження» з 1929 по 1935 рік.

## Життєпис
Єва Лоуренс Ватсон народилася в Джерсі-Сіті, штат Нью-Джерсі 16 вересня 1867 року. Її батьками були доктор Джон та Мері Лоуренс Ватсон, чия родина походила зі Шотландії. Єва була наймолодшою з чотирьох дітей, але про її сім'ю чи раннє дитинство відомо мало.
У 1883 році, всього в 16, вона вступила до Пенсильванської академії образотворчих мистецтв у Філадельфії, де навчалася у художника і фотографа Томаса Ікінса. На той час її інтересами були акварель та живопис олією, і невідомо, чи цікавилася вона фотографією Ікінса.
Приблизно в 1890-х Ватсон почала цікавитись фотографією і незабаром вирішила зробити її своєю кар'єрою. Між 1894 і 1896 роками вона ділила студію з Амелією Ван Бюрен, а наступного року відкрила власну портретну студію. Ватсон стала відомою прихильністю пікторіалізму, і незабаром її студія стала місцем збору фотографів, які відстоювали це естетичне бачення.
У 1897 році Єва Ватсон написала фотографці Френсіс Бенджамін Джонстон про свою віру в майбутнє жінок у фотографії: «Буде нова ера, і жінки ринуть у фотографію».
У 1898 році 6 її світлин були обрані для експонування у першому Філадельфійському фотографічному салоні, де вона виставлялася під ім'ям Єва Лоуренс Ватсон. На цій виставці вона познайомилася одним із суддів,  Альфредом Стігліцем.
У 1899 році Єва Ватсон була обрана до Фотографічного товариства Філадельфії. Фотограф і критик Джозеф Кілі високо оцінив роботи, які вона демонструвала того року, відзначивши «тонкий смак та художню оригінальність».

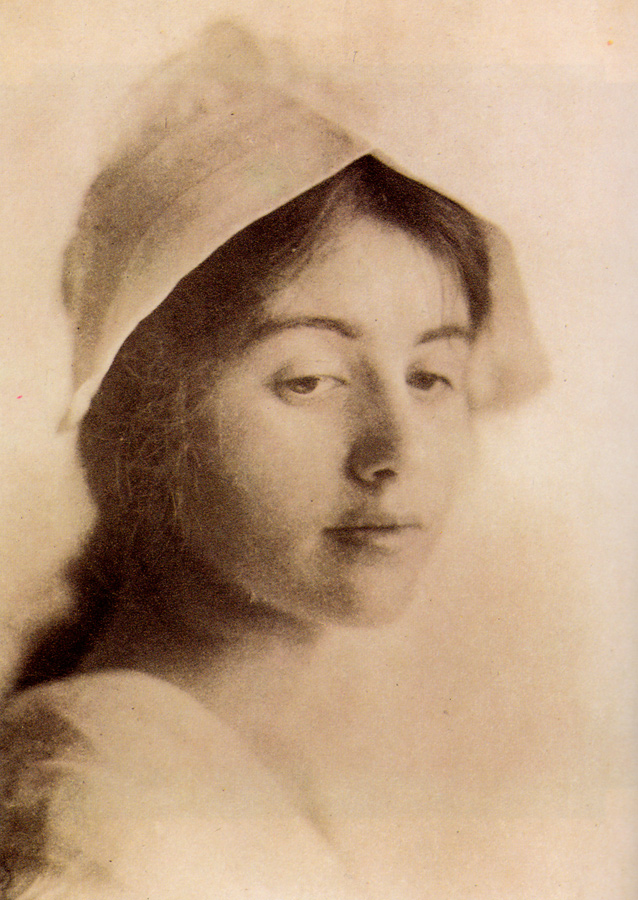
«Етюд голови», Єва Ватсон-Шютце. Фотогравюра, опублікована в «Camera Notes», том 4 № 3, січень 1901 р.

Наступного року Ватсон була в журі Філадельфійського фотосалону разом з такими фотографами, як Альфред Стігліц, Гертруда Кезебір, Френк Євген та Кларенс Гадсон Вайт.
У 1900 році Френсіс Бенджамін Джонстон попросила її надати свої роботи для новаторської виставки американських жінок-фотографок у Парижі. Спершу Ватсон заперечила, сказавши: «Це було одним із моїх особливих захоплень — і я дуже уважно ставилася до того, щоб не представляти мою роботу як „жіночу роботу“. Я хочу, щоб [мою роботу] оцінювали лише за одним стандартом, незалежно від статі». Однак Джонстон наполягала, і Ватсон надала 12 знімків — найбільшу кількість фотографів — для шоу, яке відбулося в 1901 році.
У 1901 році, 34-річна Ватсон, що вже відбулася як мисткиня, одружилася з німецьким юристом Мартіном Шютце. Він зайняв викладацьку посаду в Чикаго, куди подружжя незабаром переїхало.
Того ж року вона була обрана до Зв'язаного Кільця. Листуючись із членами об'єднання — найпрогресивнішими фотографами свого часу, вона почала встановлювати професійні зв'язки у США.
У 1902 році Єва Ватсон запропонувала Альфреду Стігліцу створити асоціацію незалежних фотографів-однодумців. Після епістолярного обговорення ідеї вона разом з ним заснувала Фотосецесію.
Близько 1903 року Ватсон-Шютце почала проводити літа у Вудстоці в колонії Бердкліфф в горах Катскілл в Нью-Йорку. Вона з чоловіком купили землю поруч і збудували будинок під назвою «Hohenwiesen» (Полонини). Там вона проводила більшу частину своїх літніх і осінніх місяців від приблизно 1910 до приблизно 1925 року.
У 1905 році Джозеф Кілі написав розлогу статтю про неї в Camera Work, описавши її як «одну з найвірніших і щирих поборниць образотворчого руху в Америці.»
Почавши проводити більше часу в Бердкліффі, Ватсон розвинула інтерес до живопису, і вже через кілька років віддала перевагу полотну над камерою. Вона стала навчатися у американського художника Вільяма Еміля Шумахера. Після 1910 року Ватсон створювала все менше фотографій, а до 1920 року робила лише сімейні фотографії.

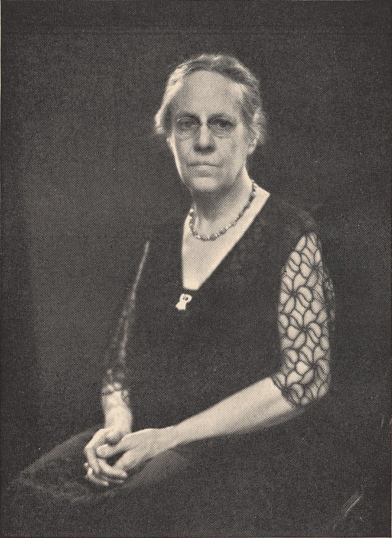
Автопортрет, бл. 1935 р.

У 1929 році Єва Ватсон-Шютце стала директоркою Товариства «Відродження» — музею, що не збирав власної колекції, заснованого в 1915 році в Чиказькому університеті. Під її керівництвом з 1929 по 1935 рік музей представляв новаторські виставки ранніх модерністів, таких як Пабло Пікассо, Жорж Брак, Марк Шагал, Ганс Арп, Жуан Міро та Константін Бранкузі. Про її перебування там було сказано: «За ці шість років вона перетворила групу зі значною мірою аматорської, нецілеспрямованої організації в міжнародно визнану, справді авангардну установу, що просуває сувору модерністську програму».
Померла Єва Ватсон-Шютце в Чикаго в 1935 році. Пізніше того ж року Товариство «Відродження» провело меморіальну виставку її робіт. Вона включала 32 картини та 2 малюнки, але жодної з її фотографій.
Після смерті мисткині було дві ретроспективні виставки її фотографій: Eva Watson-Schütze, Chicago Photo-Secessionist, (ISBN 0-943056-06-3) в Чиказькій бібліотеці Університету в 1985 р. Та Eva Watson-Schütze, Photographer, у Музеї мистецтв Самуеля Дорського при Державному університеті Нью-Йорка в Нью-Пфальці у 2009 р.
Її роботи також були включені в експозиції Національного музею жіночого мистецтва у Вашингтоні, округ Колумбія:
- A History of Women Photographers, 1997
- Women Photographers in Camera Work, 1992